# Im Szonghü
Im Szonghü (hangul: 임성휘, handzsa: 任成輝, RR: Im Seong-hwi; 1946. február 3. –) észak-koreai válogatott labdarúgó.
Az észak-koreai válogatott tagjaként részt vett az 1966-os világbajnokságon.